# Транспорт Венесуели
Транспорт Венесуели представлений автомобільним , залізничним , повітряним , водним (морським, річковим і озерним)  і трубопровідним , у населених пунктах  та у міжміському сполученні діє громадський транспорт пасажирських перевезень. Площа країни дорівнює 912 050 км² (33-тє місце у світі). Форма території країни — складна; максимальна дистанція з півночі на південь — 1271 км, зі сходу на захід — 1489 км. Географічне положення Венесуели дозволяє країні контролювати транспортні шляхи між країнами півночі Південної Америки; морські шляхи в східній частині акваторії Карибського моря.

## Автомобільний
Загальна довжина автошляхів у Венесуелі, станом на 2014 рік, дорівнює 96 189 км без нього (48-ме місце у світі).

## Залізничний
Загальна довжина залізничних колій країни, станом на 2014 рік, становила 447 км (117-те місце у світі), з яких 447 км стандартної 1435-мм колії (414 км електрифіковано).

## Повітряний
У країні, станом на 2013 рік, діє 444 аеропорти (19-те місце у світі), з них 127 із твердим покриттям злітно-посадкових смуг і 317 із ґрунтовим. Аеропорти країни за довжиною злітно-посадкових смуг розподіляються наступним чином (у дужках окремо кількість без твердого покриття):
- довші за 10 тис. футів (>3047 м) — 6 (0);
- від 10 тис. до 8 тис. футів (3047-2438 м) — 9 (3);
- від 8 тис. до 5 тис. футів (2437—1524 м) — 33 (57);
- від 5 тис. до 3 тис. футів (1523—914 м) — 62 (127);
- коротші за 3 тис. футів (<914 м) — 17 (130)[1].

У країні, станом на 2015 рік, зареєстровано 17 авіапідприємств, які оперують 122 повітряними суднами. За 2015 рік загальний пасажирообіг на внутрішніх і міжнародних рейсах становив 6,5 млн осіб. За 2015 рік повітряним транспортом було перевезено 6,2 млн тонно-кілометрів вантажів (без врахування багажу пасажирів).
У країні, станом на 2013 рік, споруджено і діє 3 гелікоптерні майданчики.
Венесуела є членом Міжнародної організації цивільної авіації (ICAO). Згідно зі статтею 20 Чиказької конвенції про міжнародну цивільну авіацію 1944 року, Міжнародна організація цивільної авіації для повітряних суден країни, станом на 2016 рік, закріпила реєстраційний префікс — YV, заснований на радіопозивних, виділених Міжнародним союзом електрозв'язку (ITU). Аеропорти Венесуели мають літерний код ІКАО, що починається з — SV.

## Водний

### Морський
Головні морські порти країни: Ла-Гуайра, Маракайбо, Пуерто-Кабельйо, Пунта-Кардон. Нафтові термінали: Хосе.
Морський торговий флот країни, станом на 2010 рік, складався з 53 морських суден з тоннажем більшим за 1 тис. реєстрових тонн (GRT) кожне (69-те місце у світі), з яких: балкерів — 4, суховантажів — 12, танкерів для хімічної продукції — 1, газовозів — 5, пасажирських суден — 1, вантажно-пасажирських суден — 14, нафтових танкерів — 16.
Станом на 2010 рік, кількість морських торгових суден, що ходять під прапором країни, але є власністю інших держав — 9 (Данії — 1, Естонії — 1, Німеччини — 1, Греції — 4, Мексики — 1, Іспанії — 1); зареєстровані під прапорами інших країн — 14 (Панами — 13, Сент-Вінсенту і Гренадин — 1).

### Річковий
Загальна довжина судноплавних ділянок річок і водних шляхів, доступних для суден з дедвейтом понад 500 тонн, 2011 року становила 7 100 км (20-те місце у світі). Лише річка Ориноко (400 км) і озеро Маракайбо активно використовуються.

## Трубопровідний
Загальна довжина газогонів у Венесуелі, станом на 2013 рік, становила 5 941 км; нафтогонів — 7 588 км; нафтогонів важкої нафти — 981 км; продуктогонів — 1 778 км.

## Державне управління
Держава здійснює управління транспортною інфраструктурою країни через міністерстваназемного транспорту, повітряного та водного транспорту. Станом на 24 січня 2017 року міністерство в уряді Ніколаса Мадуро Мороса очолювали Рікардо Моліна та генерал Джузеппе Йоффреда, відповідно.

### Українською
- Атлас. 10-11 клас. Економічна і соціальна географія світу / упорядники :  О. Я. Скуратович, Н. І. Чанцева. — К. : ДНВП «Картографія», 2010. — ISBN 978-966-475-639-3.
- Атлас світу / голов. ред. І. С. Руденко ; зав. ред. В. В. Радченко ; відп. ред. О. В. Вакуленко. — К. : ДНВП «Картографія», 2005. — 336 с. — ISBN 9666315467.
- Безуглий В. В. Економічна і соціальна географія зарубіжних країн : Навчальний посібник. — К. : ВЦ «Академія», 2007. — 704 с. — ISBN 978-966-580-239-6.
- Безуглий В. В., Козинець С. В. Регіональна економічна і соціальна географія світу : Навчальний посібник. — видання 2-ге, доп., перероб. — К. : ВЦ «Академія», 2007. — 688 с. — ISBN 966-580-144-9.
- Головченко В., Кравчук О. Країнознавство: Азія, Африка, Латинська Америка, Австралія і Океанія. — К., 2006. — 335 с. — ISBN 966-8939-04-2.
- Дахно І. І. Країни світу: Енциклопедичний довідник / І. І. Дахно, С. М. Тимофієв. — К. : Мапа, 2011. — 606 с. — (Бібліотека нового українця) — ISBN 978-966-8804-23-6.
- Дахно І. І. Економічна географія зарубіжних країн : навчальний посібник. — К. : Центр учбової літератури, 2014. — 319 с. — ISBN 978-611-01-0682-5.
- Дорошенко В. І. Географія транспорту : Навчальний посібник / В. І. Дорошенко, К. Д. Діденко. — К. : Київський нац. ун-т ім. Т. Шевченка, 2010. — 183 с. — ISBN 978-966-439-329-1.
- Дубович І. А. Країнознавчий словник-довідник. — 5-те вид., перероб. і доп. — К. : Знання, 2008. — 839 с. — ISBN 978-966-346-330-8.
- Економічна і соціальна географія країн світу : Навчальний посібник / За ред. С. П. Кузика. — Л. : Світ, 2002. — 672 с. — ISBN 966-603-178-7.
- Зарубіжна транспортна географія : навчальний посібник / уклад. : Петрашевський О. Л. и др. — К. : Національний транспортний університет, 2015. — 95 с. — ISBN 978-966-632-227-5.
- Книш М. М., Мамчур О. І. Регіональна економічна і соціальна географія світу (Латинська Америка та Карибські країни, Африка, Азія, Океанія) : навч. посіб. — Л. : ЛНУ ім. Івана Франка, 2013. — 368 с. — ISBN 978-617-10-0007-0.
- Кузик С. П., Книш М. М. Економічна і соціальна географія країн Америки : навч. посіб. — Л. : ЛНУ ім. Івана Франка, 1999. — 299 с. — ISBN 966-613-026-2.
- Юрківський В. М. Регіональна економічна і соціальна географія. Зарубіжні країни : Підручник. — К. : Либідь, 2001. — 416 с. — ISBN 966-06-0092-5.

### Англійською
- (англ.) Modern Transport Geography / Hoyle, B. and R. Knowles (eds). — Second Edition,. — London : Wiley, 1998.
- (англ.) Rodrigue, J-P. The Geography of Transport Systems. — Fourth Edition. — N. Y. : Routledge, 2017. — 440 с. — ISBN 978-1138669574.
- (англ.) Taaffe E. J., Gauthier H. L. and O'Kelly M. E. Geography of transportation. — Second Edition. — N. Y. : Prentice Hall, 1996. — ISBN 0-13-368572-1.
- (англ.) Black, W. Transportation: A Geographical Analysis. — N. Y. : Guilford, 2003.

### Російською
- (рос.) Венесуэла // Латинская Америка. Энциклопедический справочник [в 2-х тт.] / Главный редактор В. В. Вольский. — М. : Советская энциклопедия, 1979. — Т. 1. А-К. — С. 398.
- (рос.) Максаковский В. П. Географическая картина мира. Книга I: Общая характеристика мира. — М. : Дрофа, 2008. — 495 с. — ISBN 978-5-358-05275-8.
- (рос.) Максаковский В. П. Географическая картина мира. Книга II: Региональная характеристика мира. — М. : Дрофа, 2009. — 480 с. — ISBN 978-5-358-06280-1.
- (рос.) Физико-географический атлас мира. — М. : Академия наук СССР и главное управление геодезии и картографии ГГК СССР, 1964. — 298 с.
- (рос.) Шаповал Н. С. Транспортная география и транспортные системы мира : учебное пособие. — К. : Центр учбової літератури, 2006. — 188 с. — ISBN 000-0000-00-4.
- (рос.) Экономическая, социальная и политическая география мира. Регионы и страны / под ред. С. Б. Лаврова, Н. В. Каледина. — М. : Гардарики, 2002. — 928 с. — ISBN 5-8297-0039-5.
- (рос.) Энциклопедия стран мира / глав. ред. Н. А. Симония. — М. : НПО «Экономика» РАН, отделение общественных наук, 2004. — 1319 с. — ISBN 5-282-02318-0.